# Eva Hillesheim
Eva Hillesheim (* 29. Dezember 1951 in Beuren) ist eine ehemalige deutsche Judoka, die einmal Europameisterin war.
Eva Hillesheim wurde bei den Judo-Europameisterschaften der Frauen 1977 Europameister in der Gewichtsklasse bis 48 Kilogramm. Bei den Europameisterschaften 1976 und 1980 gewann sie jeweils die Bronzemedaille. in den Jahren 1974, 1976, 1977 und 1978 wurde sie jeweils Deutsche Meisterin während sie 1979 und 1981 zweite wurde.